# Карстула
Карстула (фин. Karstula) — община в провинции Центральная Финляндия, Финляндия. Общая площадь территории — 963,47 км², из которых 76,22 км² — вода.

## История
9 (21) августа 1808 при Карстуле произошло одно из ключевых сражений Русско-шведской войны 1808—1809 гг., между частями русской императорской армии под началом генерала Е. И. Властова и шведскими войсками под командованием Хенрика Отто фон Фрианда.

## Демография
На 31 января 2011 года в общине Карстула проживают 4496 человек: 2258 мужчин и 2238 женщин.
Финский язык является родным для 99,25% жителей, шведский — для 0%. Прочие языки являются родными для 0,75% жителей общины.
Возрастной состав населения:
- до 14 лет — 15,15%
- от 15 до 64 лет — 60,08%
- от 65 лет — 25,02%

Изменение численности населения по годам:
```
 |Место по населению = 
```

| Год  | Численность |
| ---- | ----------- |
| 1980 | 5582        |
| 1990 | 5610        |
| 2000 | 5137        |
| 2010 | 4507        |
| 2011 | 4496        |